# Jan Karlsson (lottatore)
Jan Karlsson (Trollhättan, 15 novembre 1945) è un ex lottatore svedese, specializzato sia nella lotta libera che nella lotta greco-romana.

## Palmarès
- Giochi olimpici

Monaco di Baviera 1972: argento nella lotta libera pesi welter, bronzo nella lotta greco-romana pesi welter.
- Mondiali

Teheran 1973: argento nella lotto greco-romana 74 kg, bronzo nella lotta libera 74 kg.